# Sebastian Niedziela
Sebastian Niedziela (ur. 4 marca 1975) – polski kompozytor.
Ukończył studia kompozycji z wyróżnieniem na Akademii Muzycznej w Katowicach, w klasie prof. Józefa Świdra.
Jego nazwisko po raz pierwszy pojawiło się w mediach (na pierwszej stronie „Rzeczpospolitej” i „Dziennika Polskiego”) w związku z przyznaniem mu w 1998 za poemat symfoniczny „Sur l’Esperance” Nagrody Zgromadzenia Regionów Europejskich w Konkursie Młodych Kompozytorów zorganizowanym w Strasburgu. W ponad dwudziestoosobowym jury konkursu znaleźli się znani kompozytorzy reprezentujący europejskie kraje, m.in. Sofija Gubajdulina i Mauricio Kagel.
Prowadzone były rozmowy z gitarzystami takimi jak Steve Vai, Yngwie Malmsteen i John Petrucci na temat prapremiery nagrodzonego utworu, który w swojej oryginalnej wersji jest koncertem na gitarę elektryczną i orkiestrę symfoniczną. Utwór na razie jednak nie został w tej wersji wykonany.
Z bliżej nieznanych przyczyn Sebastian Niedziela, jako jedyny z laureatów, otrzymał przyznaną mu nagrodę dopiero w 2000, po oficjalnej interwencji senator Grażyny Staniszewskiej i przedstawicieli Zgromadzenia Regionów Europejskich.
Zaproszony do współpracy przez dyrektora Teatru Polskiego w Bielsku-Białej, Henryka Talara, pracował z takimi reżyserami jak Teresa Kotlarczyk czy Grzegorz Królikiewicz. Za muzykę do zakupionego przez TVP spektaklu Grzegorza Królikiewicza „Anhelli wg Słowackiego” został (wraz ze współautorem muzyki Januszem Kohutem) nominowany do Złotej Maski.
Dwukrotnie nagradzany stypendium artystycznym Prezydenta Miasta Bielska-Białej. Został również uhonorowany specjalną nagrodą przez rodzinną gminę Wilkowice.
Jako kompozytor, aranżer i inżynier dźwięku współpracował m.in. z finalistami Idola: Alicja Janosz, Patrycja Wódz i Mike Zawitkowski.
W drugiej edycji Idola wziął udział jako wokalista, jednak już w eliminacjach został odrzucony przez jurorów za trudną w odbiorze interpretację piosenki.
Współpracował przy wydaniu książki pt. „Kolędy i tradycje bożonarodzeniowe” Wydawnictwo Debit (w katalogach wymieniany jest często jako współautor).
Dla bostońskiego wydawnictwa Yang Martial Arts Association, specjalizującego się w książkach i filmach dotyczących gongfu i qigong, przetłumaczył siedem płyt DVD, m.in. „Baguazhang z Emei” mistrza Liang Shou-Yu. Jest to pierwsza publikacja instruktażowa na temat stylu Baguazhang wydana po polsku.